# فلاديمير كوليك
فلاديمير كوليك (بالروسية: Кулик, Владимир Юрьевич)‏ هو لاعب كرة قدم روسي في مركز الهجوم، ولد في 18 فبراير 1972 في سانت بطرسبرغ في روسيا. لعب مع زينيت سانت بطرسبرغ وسيسكا موسكو.

## وصلات خارجية
- فلاديمير كوليك على موقع قاعدة بيانات كرة القدم.إي يو (الإنجليزية)
- فلاديمير كوليك على موقع عالم كرة القدم.نت (الإنجليزية)